# Tertulia (cuadro)
Tertulia (también conocida como Cabaret) es una pintura al óleo de la pintora y artista gráfica española Ángeles Santos Torroella. Creada en 1929, con 18 años, forma parte de la colección permanente del Museo Nacional Centro de Arte Reina Sofía (MNCARS) de Madrid.
A partir de Tertulia y Un mundo, otra de sus obras más significativas (expuesta también en el MNCARS), Ángeles Santos ha sido calificada por la historiografía como una de las artistas más relevantes del siglo XX. Ambas pinturas lograron gran reconocimiento por parte de los intelectuales y artistas de la época, que consideraban a Santos parte de la vanguardia pictórica más transgresora.

## Historia
Durante las primeras décadas del siglo XX, eran habituales las tertulias (políticas, literarias, filosóficas...) en cafés y otros locales. En ellas, la presencia de las mujeres solía ser mínima. Sin embargo, Ángeles Santos presenta, precisamente, a un grupo de jóvenes mujeres reunidas en tertulia, en una habitación donde leen, fuman y, posiblemente, comentan sobre esas lecturas. Tanto el propia tema como la composición de los cuadros y los rostros de las protagonistas eran de una modernidad sorprendente en 1929.
En contraposición con el hieratismo y la rigidez de los personajes de La tertulia del Café de Pombo, de José Gutiérrez Solana, las mujeres de la Tertulia de Ángeles Santos parecen retorcerse en un movimiento sinuoso que impregna toda la composición, de la que emana una sensación de misterio.

## Descripción
En la obra observamos a un grupo de cuatro mujeres intelectuales de principios del siglo XX durante una tertulia aunque, paradójicamente, ninguna de ellas parece estar hablando. Leen, fuman en compañía, pero en un ámbito doméstico, no en un café, como hacían los hombres de la época. Son libres, pero solo dentro de su casa, solo en esa pequeña habitación gris.
Empezando por la izquierda del cuadro, la primera mujer está sentada en un sofá, leyendo; la segunda se encuentra recostada en otro sofá e interpela al espectador con una mirada fija, justo al lado de la tercera mujer, que fuma un cigarro en el mismo sofá. La última mujer aparece en la esquina inferior derecha, sosteniendo unas cuartillas en la mano y mirando hacia arriba.
Los cuerpos de las cuatro jóvenes llenan la composición, de manera que el espacio parece reducirse al mínimo. En la obra destacan los escorzos forzados y la distorsión de las formas, y predominan los colores oscuros, salvo la luminosidad del rostro de las protagonistas. 

## Análisis
Según Josep Casamartina, esta obra podría recordar algunos trabajos de la pintora Tamara de Lempicka. También se ha comparado a menudo con La tertulia del Café de Pombo, del pintor Gutiérrez Solana.
Igualmente, la frialdad y el magnetismo de las imágenes de Tertulia podrían asemejarse a ciertas creaciones de los pintores adscritos al movimiento alemán de la Nueva Objetividad, como Autorretrato (1927), de Christian Schad, o el Retrato de la periodista Sylvia von Harden (1926), de Otto Dix. De manera espontánea, sin apenas contacto con los medios de difusión de las corrientes artísticas europeas más novedosas, la autora asimiló los principios de dicha corriente artística.